# Гаслит
„Гаслит“ (на английски: Gaslit) е американски сериал (политически трилър), който е базиран на подкаста Slow Burn от Леон Нейфак. В сериала участват Джулия Робъртс, Шон Пен, Дан Стивънс, Бети Гилпин, Шей Уигъм и Дарби Камп. Премиерата на сериала е излъчена по Starz на 24 април 2022 г. и приключва на 12 юни.

## Актьорски състав

### Главен състав
- Джулия Робъртс – Марта Мичъл
- Шон Пен – Джон Ен Мичъл
- Дан Стивънс – Джон Дийн
- Бети Гилпин – Мо Дийн
- Шей Уигъм – Дж. Гордън Лиди
- Дарби Камп – Марти Мичъл

### Второстепенни роли
- Алисън Толман – Уинзола „Уини“ МакЛендън
- Джей Си Маккензи – Хауърд Хънт
- Крис Бауър – Джеймс Маккорд
- Крис Месина – агент Анджело Лано
- Карлос Валдес – агент Пол Магелан
- Хамиш Линклейтър – Джеб Стюарт Магрудер
- Джон Карол Линч – Ел Патрик Грей
- Джорди Кабалеро – Еухенио Мартинез
- Оскар Торе – Вирджинио Гонзалес
- Джеф Дусе – Сенатор Сам Ървин
- Патрик Уокър – Франк Уилс
- Патън Освалт – Чарлс Колсън
- Нат Факсън – Ейч Ар Халдърман
- Марта Кели – Роуз Мари Уудс
- Ерин Хейс – Пеги Ебит
- Рафаел Сбардж – Чарлс Шафър
- Кеисуке Хоуши – Сенатор Даниъл Иноуей
- Ан Дъдек – Даяна Оуейс
- Крис Конър – Джон Ерлихман
- Браян Джерати – Питър Бейлин (базиран на Стийв Кинг)
- Нелсън Франклин – Ричард А. Мур
- Рийд Даймънд – Марк Фелт
- Джон Вентимиля – съдия Джон Сирика
- Джон Мескимен – сенатор Едуард Гърни
- Джони Бърчтолд – Джей Дженингс
- Адам Рей – Рон Зиглър
- Кат Фостър – Барбара Уолтърс
- Били Смит – Кен Ебит
- Аша Камали – Линда
- Александър Филимонович – Золтън
- Марин Айърлънд – Джуди Хобак Милър

## В България
В България сериалът започва излъчване по „Стар Лайф“ на 3 октомври 2023 г. с разписание всеки вторник от 22:00 ч.

### Дублаж
| Обработка           | студио „Про Филмс“                                                                 |
| ------------------- | ---------------------------------------------------------------------------------- |
| Преводач            | Ивелина Иванова                                                                    |
| Тонрежисьор         | Марио Иванов                                                                       |
| Режисьор на дублажа | Ангелина Русева                                                                    |
| Озвучаващи артисти  | Нина Гавазова Яница Маслинкова Стефан Сърчаджиев-Съра Радослав Рачев Виктор Иванов |